# Benoît Jacquot
Benoît Jacquot, född 5 februari 1947 i Paris, är en fransk manusförfattare och filmregissör.

## Filmografi i urval
- 1979 – Kärlek utan återvändo (manus)
- 1995 – La fille seule (manus och regi)
- 1995 – Männen kring Marianne (manus och regi)
- 1996 – Le Septième Ciel (manus och regi)
- 1999 – Pas de scandale (manus och regi)
- 2006 – L'intouchable (manus och regi)
- 2012 – Les Adieux à la reine (manus och regi)